# Robert Soulieman
Robert Junior Soulieman, né le 13 juillet 1983 à Lagos (Nigeria), est un ancien footballeur international togolais des années 2000, qui évoluait au poste d'attaquant.

## Biographie
Robert Soulieman reçoit trois sélections en équipe du Togo lors de l'année 2005. Il joue son premier match le 4 septembre 2005, contre le Liberia, lors des éliminatoires de la Coupe du monde 2006 (victoire 3-0). Il inscrit ensuite un but en amical contre le Paraguay, le 11 novembre 2005 (victoire 4-2). Il joue son dernier match le 13 novembre 2005, en amical contre l'Iran (défaite 2-0).

## Statistiques

### En sélection
| But de Robert Soulieman en sélection | But de Robert Soulieman en sélection | But de Robert Soulieman en sélection | But de Robert Soulieman en sélection | But de Robert Soulieman en sélection | But de Robert Soulieman en sélection | But de Robert Soulieman en sélection |
| ------------------------------------ | ------------------------------------ | ------------------------------------ | ------------------------------------ | ------------------------------------ | ------------------------------------ | ------------------------------------ |
| -                                    | Date                                 | Lieu                                 | Adversaire                           | But / minute                         | Résultat                             | Compétition                          |
| 1                                    | 11 novembre 2005                     | Téhéran (Iran)                       | Paraguay                             | 2-1 (35e)                            | 2-4                                  | Tournoi des quatre nations 2005      |